# My World (Aespa)
My World è il terzo EP del girl group sudcoreano Aespa, pubblicato nel 2023.

## Tracce
1. Welcome to My World (featuring Naevis) – 3:27 (testo: Ellie Suh (153/Joombas), Hyun Ji-won, Danke (Lalala Studio) – musica: Mich Hansen, Jacob Uchorczak, Celine Svanbäck, Patrizia Helander)
2. Spicy – 3:17 (testo: Bang Hye-hyun (JamFactory) – musica: Ludvig Evers (Moonshine), Jonatan Gusmark (Moonshine), Emily Yeonseo Kim, Moa "Cazzi Opeia" Carlebecker)
3. Salty & Sweet – 3:22 (testo: Bang Hye-hyun (JamFactory) – musica: Anne Judith Wik, Moa "Cazzi Opeia" Carlebecker, Jinbyjin)
4. Thirsty – 3:13 (testo: Kim Bo-eun (JamFactory) – musica: Geek Boy Al Swettenham, Kyler Niko, Paulina "Pau" Cerrilla)
5. I'm Unhappy – 3:26 (testo: Lee Seu-ran (JamFactory) – musica: Barry Cohen, Sophie Hintze, Ally Ahern)
6. 'Til We Meet Again – 3:38 (testo: Choi Jae-yeon (JamFactory) – musica: Jake K (Artiffect), Maria Marcus, Andreas Öberg, MCK (Artiffect))

## Formazione
- Karina
- Giselle
- Winter
- Ningning